# Archingeay
Archingeay là một xã trong tỉnh Charente-Maritime tổng Saint-Savinien trong vùng Nouvelle-Aquitaine, tây nam nước Pháp. Xã Archingeay nằm ở khu vực có độ cao trung bình 24 mét trên mực nước biển.
Sông Boutonne tạo thành biên giới tây bắc của xã.

## Dân số
| Năm  | Dân số | Mật độ |  |
| ---- | ------ | ------ |  |
| 1962 | 603    | -      |  |
| 1968 | 536    | -      |  |
| 1975 | 504    | -      |  |
| 1982 | 527    | -      |  |
| 1990 | 539    | -      |  |
| 1999 | 519    | 31/km² |  |